# Telebari
Telebari è un canale televisivo locale italiano con sede a Bari. Le sue trasmissioni ebbero inizio il 19 aprile 1973 come tv via cavo.

## Storia
Telebari è la prima tv locale via etere d'Italia nel 1973: tra i fondatori c'è il giornalista Paolo Longo (poi corrispondente da Pechino della Rai).
Nel 1975 l'emittente disponeva di uno studio televisivo molto ben attrezzato per l'epoca, ubicato in posizione diversa rispetto a quella attuale. Era dotato di n.2 telecamere da studio Ampex CC-452 più una Sony AVC-4200 CE. Le immagini venivano registrate su n.2 videoregistratori reel-to-reel Ampex VPR-5803 che registravano su nastro da 1".
le trasmissioni avevano inizio alle ore 20.00, con un rullo pubblicitario preceduto da una sigla in bianco e nero realizzata con manichini snodati in legno, inquadrati in dissolvenza l'uno sull'altro in modo da simulare un'animazione. Se ne occupò l'allora regista Paolo Longo che era anche un creativo fotografo. Dopo il rullo pubblicitario andava in onda il Notiziario, condotto a rotazione da Nino Pezzilli, Vito Di Bari (oggi docente di Design e Management dell'Innovazione presso Politecnico di Milano e Università Bocconi, nonché collaboratore di Italia Uno e Discovery Channel), Vittorio Marrucci, Vittorio Stagnani (oggi affermato scrittore), Vito Carbone (poi passato in Rai), Anton Giulio Abruzzese e da Carmen De Napoli (che è stata anche l'annunciatrice principale della rete, in alternanza con Jenny Vernole fino al 1976). Nel 1976 si aggiunse al gruppo di giornalisti anche una giovane Marida Lombardo Pijola, oggi nota scrittrice e opinionista a livello nazionale. Dopo il Notiziario, il palinsesto prevedeva quasi sempre un film, seguito dalla Riedizione del Notiziario (così definita, quella che era la replica registrata su Ampex da 1 pollice). Facevano eccezione le telecronache degli incontri di calcio del Bari, realizzati sia in casa che in esterna grazie ad un vtr portatile da 3/4 di pollice e con la telecronaca di Beppe Capano. 
Lo staff di Telebari nel 1975 prevedeva una serie di figure professionali impegnate nei ruoli cardine dell'emittente. L'amministratore unico Ing. Orfeo Mazzitelli era affiancato dall'avv. Antonio Amendola, che si occupava degli aspetti legali che in quel particolare periodo di lancio per l'emittenza privata era questione assai cruciale. Direttore del notiziario e dei servizi giornalistici era l'avvocatessa Maria Amendola, a capo di una redazione già ricca di elementi che, come detto, si sarebbero distinti nella loro carriera giornalistica. La segreteria di produzione era affidata ad Annamaria Salerni, la quale si occupava dell'organizzazione generale, del palinsesto e delle pubbliche relazioni.
Nel 1976 nasce la prima trasmissione in prime time trasmessa in diretta (in bianco e nero) dagli studi di Telebari: si tratta di "Ascenaperta", condotta da Gianni Roman con l'accompagnamento musicale del maestro Mimì Uva col suo complesso. Particolarità di questa trasmissione è che rappresentò l'esordio televisivo per molti comici e cabarettisti baresi: Gianni Ciardo, Ninni Di Lauro, Nicola Pignataro, Mariolina De Fano, Nico Salatino, solo per citarne alcuni. Questo palcoscenico si rivelò per loro molto importante, data l'audience che garantiva (non va dimenticato che nel periodo 1975-76, TeleBari era uno dei pochi canali televisivi ricevibili, insieme ai quelli nazionali quali Rai 1, Rai 2 e Capodistria). Fu anche una delle primissime trasmissioni, tra quelle realizzate dalle poche emittenti private esistenti, ad andare in onda in diretta per tantissime settimane consecutive, cosa che fu ripetuta nella stagione successiva con pari successo. All'interno della trasmissione, oltre a vari momenti di spettacolo con ospiti musicali in ogni puntata, era previsto un gioco a premi che richiedeva la risposta su cartolina postale. Tra tutte le cartoline pervenute in settimana (che erano in numero impressionante, a testimonianza dell'audience del programma) veniva estratto un vincitore poco prima della diretta (il momento dell'estrazione era trasmesso in Ampex) e gli veniva assegnato un premio concesso da uno degli sponsor del programma. Di "Ascenaperta" non sono sopravvissute registrazioni video magnetiche ma soltanto un filmato a colori in super 8.
Nel 1977-78 fu la volta di "E buttati", una vera e propria rassegna di volti nuovi che si cimentavano davanti alle telecamere per contendersi la vittoria finale. 
Nel 1978-79 anche per le immagini da studio si passò al colore, ma va sottolineato che Telebari era nata a colori secondo il sistema Pal, cosicché già in passato i films erano andati in onda a colori.
Iniziarono i primi tentativi di syndication con la disponibilità dell'emittente barese a trasmettere alcuni programmi distribuiti su tutto il territorio nazionale, tra gli altri un contenitore di cartoons per la fascia pomeridiana e diversi telefilms americani di successo.  
Fino al 1979 Telebari trasmette gli incontri di calcio del Bari con telecronache di Attilio Romita (poi al Tg1) e Beppe Capano (poi a Rai 3 ed a Rai Sport, quindi corrispondente dai campi di Bari e Lecce per 90º minuto). Altri storici telecronisti per le partite del Bari saranno Gigi Loperfido e Nanni Besostri (poi in Rai).
Negli anni ottanta, in pieno boom dei networks nazionali, l'emittente continua a fornire contenuti locali mantenendo il proprio storico marchio con la caravella. Viene utilizzato il nuovo studio denominato "Teatro Telebari", con la vaga forma di un'arena, che ospiterà le successive produzioni.
Nel 1992 si affermano le fiction comiche "Filomena Coza Depurada" con Toti & Tata con testi ideati da Gennaro Nunziante (poi regista di "Cado dalle nubi", "Che bella giornata" e "Sole a catinelle"), e "Mazza & Panella" con il presentatore di finte televendite Mazza (Antonio Stornaiolo) e il suo aiutante Ciro Panella (Emilio Solfrizzi), due attori poi affermati in tv.
Nel 1997, nasce la sitcom con Dante Marmone e Tiziana Schiavarelli, Il Festival di San Romolo (di cui l'anno dopo realizzano il sequel su un’altra importante tv locale) e a cui faranno seguito diversi programmi di successo sulle reti maggiori.
Negli anni 2000 vengono creati nuovi programmi comici, senza tuttavia raggiungere il successo di audience del passato. Telebari si consolida come una rete televisiva molto attenta ai bisogni dell'intera metropoli barese, grazie ad alcune rubriche in cui è possibile interagire con le massime cariche amministrative. Una cosiddetta tv di servizio, con una grande fidelizzazione del pubblico che segue il Bari Calcio, grazie alle trasmissioni di Enzo Tamborra.
Dal 2012, con il potenziamento dei social e del web, Telebari sbarca online con un sito dedicato alle notizie, oltre che ai propri programmi on demand e i canali social dedicati. Dal 2019 voce ufficiale della SSC Bari con l'acquisto delle radiocronache.

## Programmi
- Il Bianco e Il Rosso - TB Sport, condotto a rotazione da Enzo Tamborra, Cristian Siciliani, Michele Carofiglio per il calcio con la partecipazione di Antonio Di Gennaro alcune volte, attualmente da Jessica Ramos Borges per gli altri sport ed in passato da Barbara Cirillo sia per il calcio che per gli altri sport il mercoledì
- 91° minuto, condotto attualmente da Michele Carofiglio ed in passato da Barbara Cirillo
- A Tutto Campo, condotto da Jessica Ramos Borges
- Verde di Rabbia
- Il Ciardatano Show, condotto da Renato Ciardo e Silvia De Sandi
- Cantatour, condotto da Renato Ciardo
- Prendiamocela Comica, condotto da Luigia Caringella ed Annabella Giordano

## Loghi

Vecchio logo di Telebari.
Attuale logo di Telebari.